# Broussonetia integrifolia
Broussonetia integrifolia là một loài thực vật có hoa trong họ Moraceae. Loài này được Buch.-Ham. mô tả khoa học đầu tiên năm 1837.